# Kensington (Kansas)
Kensington és una població dels Estats Units a l'estat de Kansas. Segons el cens del 2000 tenia 529 habitants.

## Demografia
Segons el cens del 2000, Kensington tenia 529 habitants, 231 habitatges, i 140 famílies. La densitat de població era de 638,3 habitants/km².
Dels 231 habitatges en un 23,4% hi vivien nens de menys de 18 anys, en un 54,1% hi vivien parelles casades, en un 3,9% dones solteres, i en un 39% no eren unitats familiars. En el 37,7% dels habitatges hi vivien persones soles el 27,3% de les quals corresponia a persones de 65 anys o més que vivien soles. El nombre mitjà de persones vivint en cada habitatge era de 2,16 i el nombre mitjà de persones que vivien en cada família era de 2,79.
Per edats la població es repartia de la següent manera: un 21,6% tenia menys de 18 anys, un 5,5% entre 18 i 24, un 19,5% entre 25 i 44, un 21% de 45 a 60 i un 32,5% 65 anys o més.
L'edat mediana era de 48 anys. Per cada 100 dones de 18 o més anys hi havia 78,9 homes.
La renda mediana per habitatge era de 29.219 $ i la renda mediana per família de 41.250 $. Els homes tenien una renda mediana de 28.333 $ mentre que les dones 16.607 $. La renda per capita de la població era de 15.131 $. Entorn del 3,4% de les famílies i el 5,1% de la població estaven per davall del llindar de pobresa.

## Poblacions més properes
El següent diagrama mostra les poblacions més properes.